# Henry Plée
Henry Plée (även kallad Henri Plée eller Henry-Désiré Plée), född 24 maj 1923 i Arras i Nord-Pas-de-Calais, död 19 augusti 2014 i Paris, var en fransk kampsportspionjär, som införde karate i Frankrike och Europa. Han och Tamas Weber i Sverige var de enda två 10:e dan karatemästare, som bodde utanför Japan och de enda västerlänningar, som nått denna rang. Plée var vid sin död den äldste och högst rankade västerlänningen i karate med mer än 60 år inom stridskonster. 

## Budo-karriär
Plée började sin sportkarriär med gymnastik, tyngdlyftning, savate, ju jutsu och fäktning, där hans far Alcide Plée var svärdsmästare från 1912. 1945 fokuserade han på jūdō vid Mikonosuke Kawaishi's (1899–1969) Judo Club de France, där han så småningom nådde 5:e dangraden. Från 1946 tog han åter upp fransk savate. Fysiskt hade Plée mycket kraftfulla sparkar och slag. Minoru Mochizuki fick honom intresserad av aikidō och efter 1953 även av karate.

### Karate
1955 grundade han sin egen dōjō, Karate Club de France (KCF), vilket blev Academie Française des Arts Martiaux (AFAM), i sin tur ändrat till Shobudo, även känt som La Montagne eller Dojo de la Montagne Sainte-Geneviève i Paris. Det är den äldsta karatedōjōn i Europa, som har vunnit 32 franska, europeiska, och världsmästerskap från starten. Här kom Plée att lära ut flera av Japans budō-tekniker: jūdō, aikidō, kendō och bōjutsu. Minoru Mochizuki blev även den som kom att gradera honom till hans tre första svartbältesgrader i karate. Sin 5:e (godan) och Renshi-titel i karate fick han i Japan av mästaren Tani Chojiro i dennes Tani-ha Shitō-ryū.
Plée har fått många franska utmärkelser och sina honorära högsta dangrader 1975, 1984 och 1987 med Shihan och Hanshi titlar i Japan av mästaren Tsuneyoshi Ogura.
Som den tidigaste utövaren av karate i Frankrike och ansedd som dess introduktör på europeiska scenen har Plée haft många meriterade lärare och kommit att undervisa de flesta av dagens högt rankade karatemästare i Europa. Denna roll har han även omfattat ett flertal publicerade artiklar och böcker, bland andra den senaste utökade versionen av hans knåp och knep:
- Den sublima och slutgiltiga konsten kring vitala punkter / L'Art sublime et ultime des points vitaux (på franska), publicerad 2004.[6]